# 阿根廷黑頭魚
阿根廷黑頭魚，為輻鰭魚綱黑头鱼目黑頭魚科的其中一種，為深海魚類，分布於東大西洋愛爾蘭西南方外海與摩洛哥；西大西洋阿根廷巴塔哥尼亞海域，棲息深度1450-3500公尺，體長可達41公分，棲息在底層水域，生活習性不明。

## 扩展阅读
維基物種上的相關：阿根廷黑頭魚